# تسيربست
تسيربست (بالألمانية: Zerbst) هي مدينة وبلدة ألمانية تقع في ساكسونيا أنهالت في ألمانيا. يقدر عدد سكانها بـ 23,982 نسمة .

## المدن التوأمة
مدن يفير، نورتينغن وبوشكين (مدينة) هي مدن توأمة لتسيربست.

## أعلام
- أوي امبلر
- ليوبولد أوقست أبيل
- مانفريد بيلر
- باول كومر
- دوروثي فون أنهالت تسيربست